# Prodiaphania funebris
Prodiaphania funebris är en tvåvingeart som beskrevs av Paramonov 1968. Prodiaphania funebris ingår i släktet Prodiaphania och familjen parasitflugor. Inga underarter finns listade i Catalogue of Life.